# Josefina av Leuchtenberg
Josefina av Leuchtenberg, född Joséphine Maximilienne Eugénie Napoléone de Beauharnais 14 mars 1807 i Milano, död 7 juni 1876 i Stockholm, var som gift med kung Oscar I Sveriges och Norges drottning 1844–1859. Hennes far var den franske generalen Eugène de Beauharnais, styv- och adoptivson till Napoleon I. Hennes mor var prinsessan Augusta av Bayern, dotter till kung Maximilian I av Bayern. Josefina var prinsessa av Bologna från födelsen och från 1813 hertiginna av Galliera i egen rätt.

## Biografi

### Uppväxt
Josefina föddes i vicekungens residens i Milano den 14 mars 1807. Hon var det äldsta barnet till vicekungen av Italien, Eugène de Beauharnais, som hade utnämnts av Napoleon år 1805. I dopet fick Josefina namnen Joséphine Maximilienne Eugénie Napoléonne; det första namnet efter ett önskemål från Napoleon, det sista som en hyllning till honom. Endast några månader efter födseln, 29 december, utsågs hon till prinsessa av Bologna och den 28 maj 1813 utnämndes hon till hertiginna av Galliera. Under barndomsåren bodde hon på slottet i Monza utanför Milano.
Efter Napoleons fall 1814 försökte Eugène de Beauharnais utropa sig till kung av Italien men när detta misslyckades blev familjen tvungen att fly till München. År 1817 köpte han staden och furstendömet Eichstätt där familjen hade ett residens, och utnämndes till hertig av Leuchtenberg; vintertid bodde familjen i München, sommartid på slottet i Ismaning och höstarna i Eichstätt. Josefinas modersmål var franska och hon och hennes syskon fick även lära sig tyska, italienska och engelska. Andra skolämnen var aritmetik, historia, geografi och astronomi. Den 24 mars 1821 konfirmerades Josefina av en romersk-katolsk präst. Som äldsta syskon fick hon också ta hand om sina småsyskon. Hon har beskrivits som ett älskvärt och gladlynt barn av den tyske filosofen Friedrich von Schelling, verksam i München.

Drottning Josefina av Sverige som barn, cirka 1815. Livrustkammaren.

### Bröllop
Den svenske kungen Karl XIV Johan hade från 1821 på allvar sysselsatt sig med kronprins Oscars giftermål. Det fanns några prinsessor i lämplig ålder som kungen ansåg var särskilt intressanta: "Du känner mina önskningar, jag vill att du i främsta rummet skall inrikta dig på den unga prinsessan av Danmark, om hon tilltalar dig och delar dina känslor, därefter på prinsessan av Leuchtenberg och i tredje rummet på henne i Kassel och i sista rummet på henne i Weimar" skrev kungen i ett brev till sin son. I maj 1822 gav sig kronprinsen ut på en rundresa i Europa för att träffa dessa prinsessor. I Köpenhamn träffade han prinsessorna Caroline och Vilhelmina. I Nederländerna besökte han det kungliga hovet och blev förtjust i prinsessan Marianne, men hennes ålder, 12 år, gjorde dock att äktenskap inte var aktuellt.
Den 23 augusti kom Oscar på besök till Eichstätt där han fick träffa den då 15-åriga Josefina och hennes syskon. Innan kronprinsens ankomst hade Josefinas far prins Eugène promenerat med henne i parken och berättat vilket syfte kronprinsen hade med sitt besök. Kronprinsen blev förtjust i Josefina och den 26 augusti anhöll han om hennes hand. Att hon var katolik var en sak som diskuterades innan bröllopet. Josefina var religiös medan hennes far var religiöst indifferent. Fadern bad dock att den svenske kronprinsen, som en artighet mot Josefinas mor Augusta, skulle låta Josefina behålla sin tro. De svenska rådgivarna Wetterstedt och Löwenhielm hade olika åsikter om vad som var lämpligast. Det fanns dock ett prejudikat: drottning Desideria hade fått behålla sin katolska tro när hon blev svensk drottning. I giftermålshandlingen stipulerades endast att Josefina skulle medverka vid kyrkliga ceremonier.
Kronprins Oscar reste därpå tillbaka till Sverige och Josefina började lära sig svenska. När greve Wetterstedt återvände till München i februari 1823 kunde han konstatera att hon hade gjort stora framsteg i språket: "Jag har redan haft äran att föra samtal om mer än en halvtimme på svenska med Hennes Kungliga Höghet".

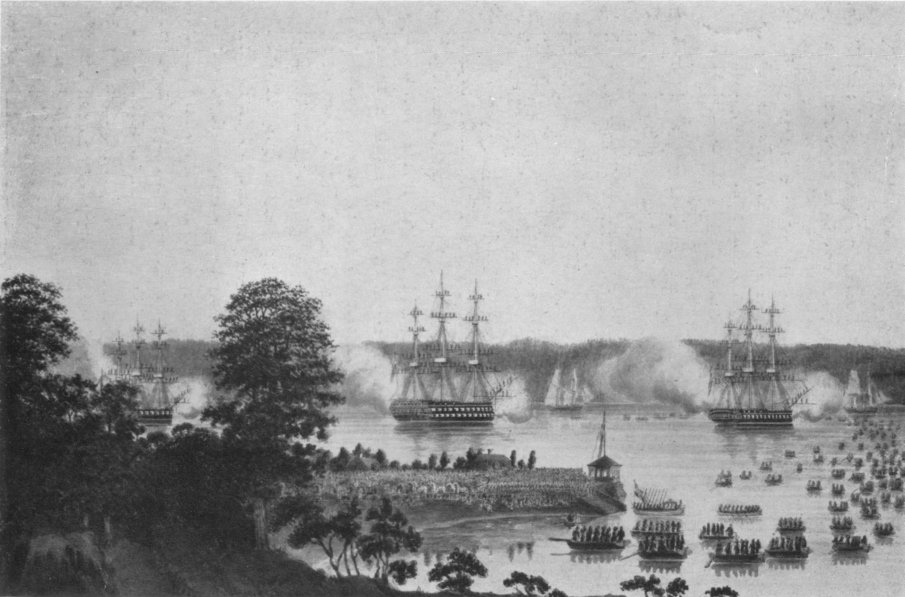
Landstigningen vid Manilla den 13 juni 1823. Okänd konstnär.

Den katolska vigselceremonin ägde rum i München den 22 maj 1823 utan att kronprinsen närvarade. Josefina fördes till altaret av sin far Eugène medan kronprins Oscar företräddes av Josefinas morbror Karl av Bayern. Två dagar senare lämnade Josefina hemmet tillsammans med grevinnan Marcelle Tascher de la Pagerie, baronessan Wurms samt sin kammarjungfru Berta Zück för att resa till Sverige. I Lübeck möttes sällskapet av Mariana Koskull och grevinnan Brahe och gick ombord på linjeskeppet Carl XIII. Med på resan till Sverige var också Sveriges drottning Desideria som hållit sig borta från Sverige i 12 år. I Vaxholm gick kronprins Oscar ombord och när fartyget kom fram till Stockholm den 13 juni 1823 hade tiotusentals människor samlats på stränderna.
När fartyget var framme i Stockholm gick Josefina och drottningen ombord på slupen Vasaorden och gick i land vid Manilla på södra Djurgården. På bryggan väntade kungen och kronprinsen. Kvinnorna åkte sedan galavagn förspänd med åtta vita hästar till Haga slott där de välkomnades av prinsessan Sofia Albertina, syster till den avlidne kung Karl XIII. Josefina bodde ett par dagar på Haga innan den katolska vigselceremonin bekräftades vid en ceremoni i Storkyrkan den 19 juni. En rad festligheter följde därefter som avslutades på Kungliga Teatern där man bland annat uppförde Per Adolf Granbergs Frejas högtid med musik av Franz Berwald samt Mozarts opera Titus mildhet. Inför bröllopet hade brudgummens far Karl XIV Johan tagit bort tidigare traditioner som fackeldans, publik spisning och sängledning, som dittills varit i bruk vid kungliga bröllop i Sverige.

### Besöket i Norge

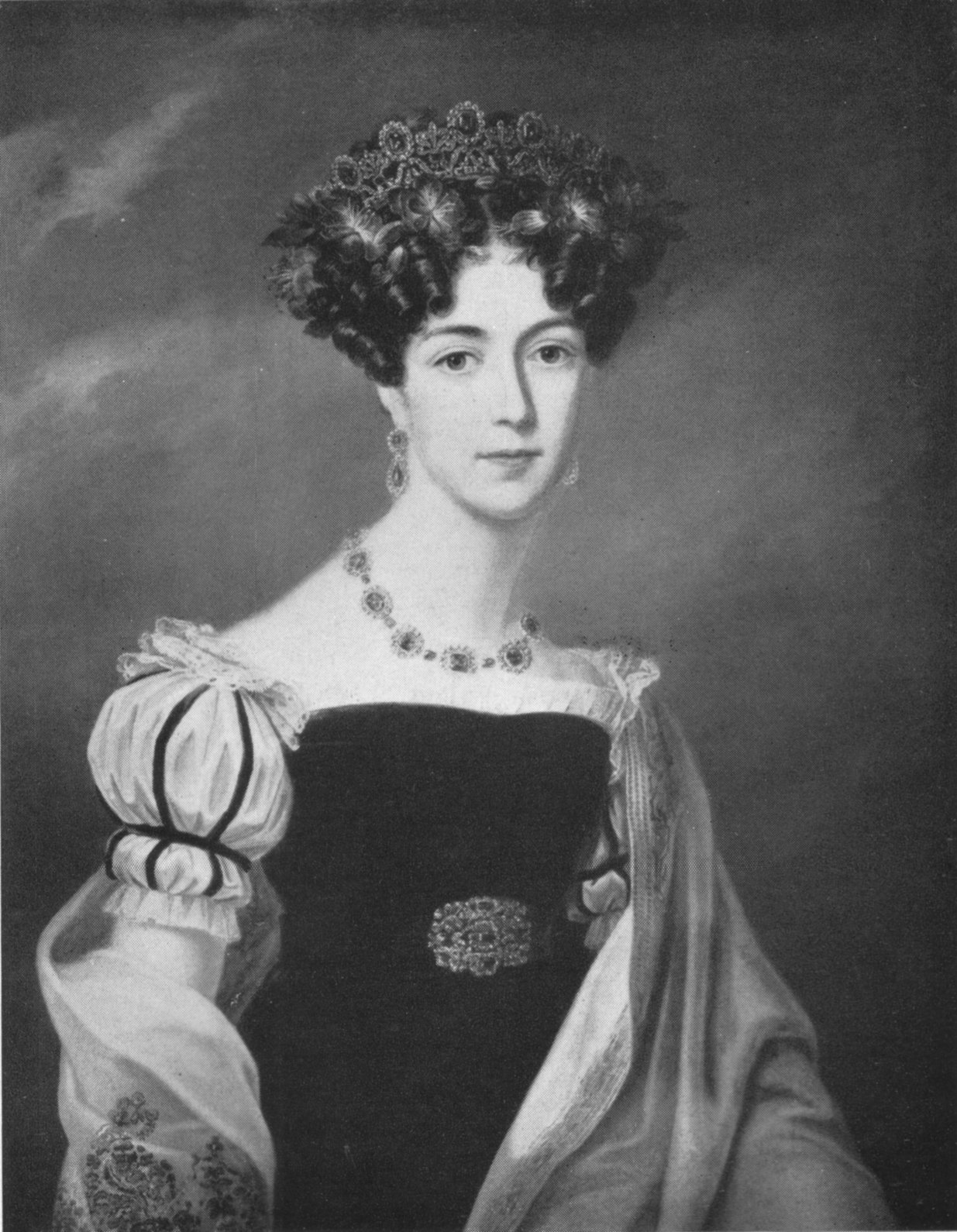
Kronprinsessan Josefina. Målning av Fredric Westin från 1825.

Josefina med sonen Karl (XV).

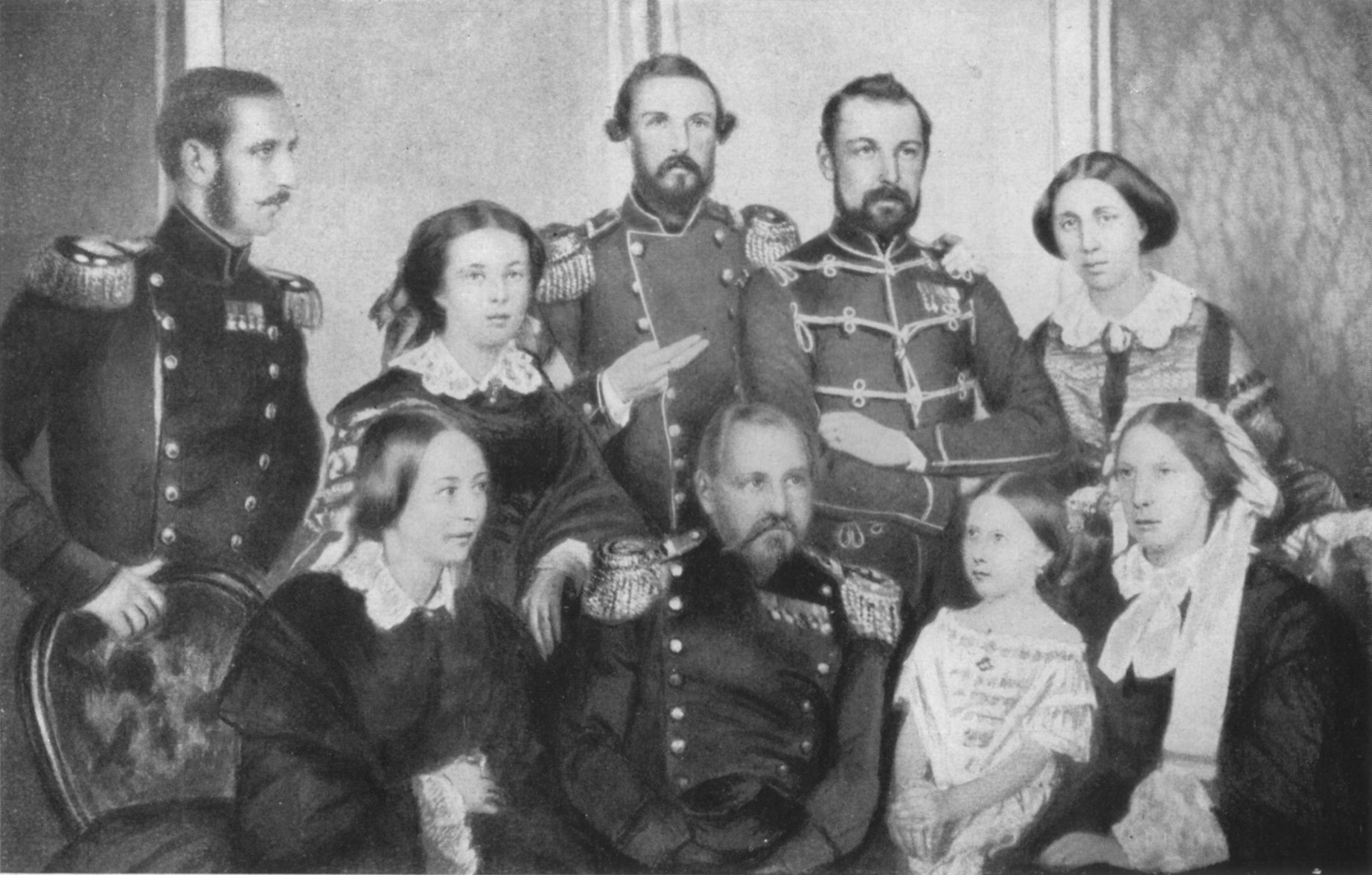
Den kungliga familjen 1857 i daguerrotypi.
Stående från vänster: prins August, prinsessan Sofia av Nassau, prins Oscar, kronprins Carl och prinsessan Eugénie.
Sittande från vänster: drottning Josefina, kung Oskar I, prinsessan Louise och kronprinsessan Lovisa. Änkedrottning Desideria saknas på bilden.

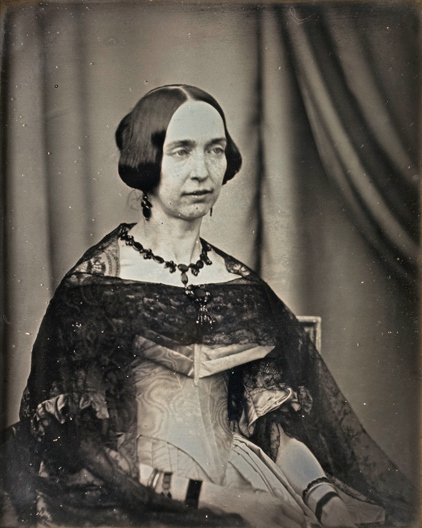
Drottning Josefina, daguerrotypi-porträtt.

Den 12 februari 1824 beslutade kungen att utse kronprinsen till vicekung av Norge och att han skulle resa dit tillsammans med Josefina. I den norska politiken hade den så kallade vetofrågan blivit aktuell 1821. Bakgrunden var att kungen endast hade ett så kallat suspensivt veto visavi stortinget, men i augusti 1821 hade kungen föreslagit ändringar i den norska grundlagen som skulle ge kungen absolut veto. I utbyte var kungen beredd att tillmötesgå en rad norska krav. Den våg av rojalism som hade svept över Stockholm sommaren 1823 hoppades kungen skulle upprepas i Kristiania vilket i sin tur skulle göra Stortinget mer medgörligt.
Kronprinsparets resa till Norge blev dock uppskjuten då Josefinas far avled den 21 februari 1824. Den 5 april lämnade paret Stockholm och reste via Västerås, Örebro, Karlstad, Kongsvinger till Kristiania, dit de ankom den 11 april för att bo på det kungliga residenset i staden. På förmiddagarna gav Josefina mottagning och på eftermiddagarna gjorde hon officiella besök till skolor eller prästgårdar. På kvällarna hade man gäster och efteråt satte sig kronprinsparet gemensamt ned och gick igenom de handlingar som krävde kronprinsens underskrift. Efter sex veckor reste paret till Herrevads kloster i Skåne för att närvara vid de militära övningarna där varpå de i augusti återvände till Kristiania. Då stortinget inte ville ge kungen absolut veto fick kronprinsen närvara vid stortingets upplösning. Efter detta reste kronprinsparet runt i Norge och den 11 oktober lämnade de Kristiania för återresan till Sverige via Fredrikshald.

### Barn
Josefina var endast 16 år vid bröllopet och "smal som en orgelpipa" men hade inom några år vuxit till sig. Söderhjelm (1944) menar att "Hon var vacker att se på: lång, smärt, stilla, okonstlad och samtidigt ett under av grace i gång och rörelser.". Josefina och hennes svärfar kungen var mycket förtjusta i varandra; en samtida betraktare har beskrivit hur Josefina brukade plundra hans fickor på karameller.
Den 3 maj 1826 föddes kronprinsparets första barn Karl och inom några få år föddes fyra syskon. För barnen inrättades egna rum i Stockholms slotts sydöstra del mot borggården. Hösten 1834 var de två äldsta sönerna tillräckligt vuxna för att omhändertas av två lärare, filosofen Christopher Jacob Boström och den norske läraren Otto Aubert. Josefina gav Aubert stora befogenheter vad gäller disciplinen. I ett brev till sin moster, kejsarinnan Karoline av Österrike, förklarade Josefina hur hon var på sin vakt mot att skämma bort barnen. Aubert har själv skrivit om denna tid i sin liv och menade bland annat att kronprinsessan alltid var älskvärd, enkel, naturlig och behaglig att umgås med. Han förvånades över hennes bildning; en gång frågade hon honom vad han ansåg om den tyske filosofen Friedrich Schlegel.
Josefinas förstfödde son, kronprins Karl, förälskade sig från mitten av 1840-talet i en av Josefinas hovdamer, fröken Sigrid Sparre. Detta satte dock Josefina år 1848 ett abrupt stopp för genom att Sparre fick lämna hovet – trots kronprinsens protester. Förutom en spricka i relationen till sin mor, lämnade händelsen och Sigrid Sparre själv hos den blivande Karl XV ett outplånligt spår; vid sin död bekände han för Sparres bror att "Din syster har varit min enda kärlek – hade hon blivit min, hade jag varit en annan människa.". Karl trodde att bakom moderns resoluta handlande låg hennes katolske biktfader Jacob Studach och händelsen fördjupade ytterligare hans antipati mot katolicismen. För honom kom katolicismen att vara samma sak som jesuitism och hemliga ränker. När Karl i september 1857 blev regent under sin fars sjukdom var riksdagen sysselsatt med frågan om religionsfrihet, bland annat upphävande av konventikelplakatet, en fråga som Oscar I stödde. I hemlighet arbetade Karl under tiden som regent för att riksdagen skulle fälla förslaget, vilket också skedde.
Barn med kung Oskar:
1. Karl XV (1826–1872)
2. Gustaf (1827–1852)
3. Oskar II (1829–1907)
4. Eugénie (1830–1889)
5. August (1831–1873)

### Politiskt inflytande
När Oscar I blev kung fick Josefina ett ökat inflytande på politiken, och för Oscar blev hans hustru hans enda verkligt förtrogna rådgivare. Hennes konkreta inflytande är svårutrett, men bevarade brev från Josefina till hennes moster drottning Elisabeth Ludovika visar att hon försökte medla fred i det slesvig-holsteinska kriget som utbröt 1848. Hon stödde också makens liberala reformer, inklusive angående mer human fångvård, samma arvsrätt för kvinnor och män, skråtvångets avskaffande och en bättre fattigvård.
Hon bidrog till Sveriges närmande till västmakterna under Krimkriget. Kronprins Karl har utpekat henne som den som stod bakom novembertraktaten 1855 mellan Sverige-Norge å ena sidan, samt Frankrike och Storbritannien å den andra (Josefina var kusin med Napoleon III och gudmor till Louis Napoleon Bonaparte (Napoleon IV).) I varje fall har hon haft en viktig roll för Oscar I:s hemliga diplomati. Hennes son, den blivande kung Karl, ska en gång ha sagt, med tanke på hennes inflytande: "När jag blir kung ska jag minsann inte låta fruntimmer få styra!". 
Då kung Oscars hälsa försämrades, försökte de först dölja detta. År 1857 begav de sig ut i vagn och vinkade till allmänheten, men Josefina fick då hålla upp sin makes hand och vinka med den åt honom.

### Religiös tro

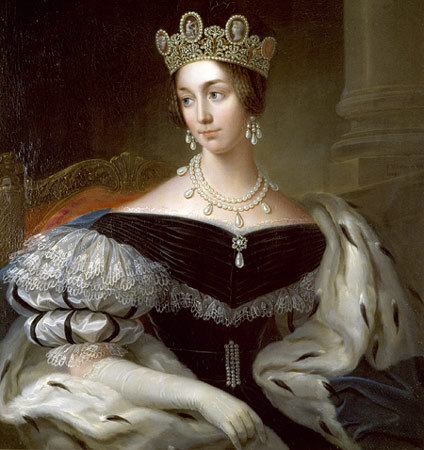
Kronprinsessan Josefina. Målning av Fredric Westin från 1837.

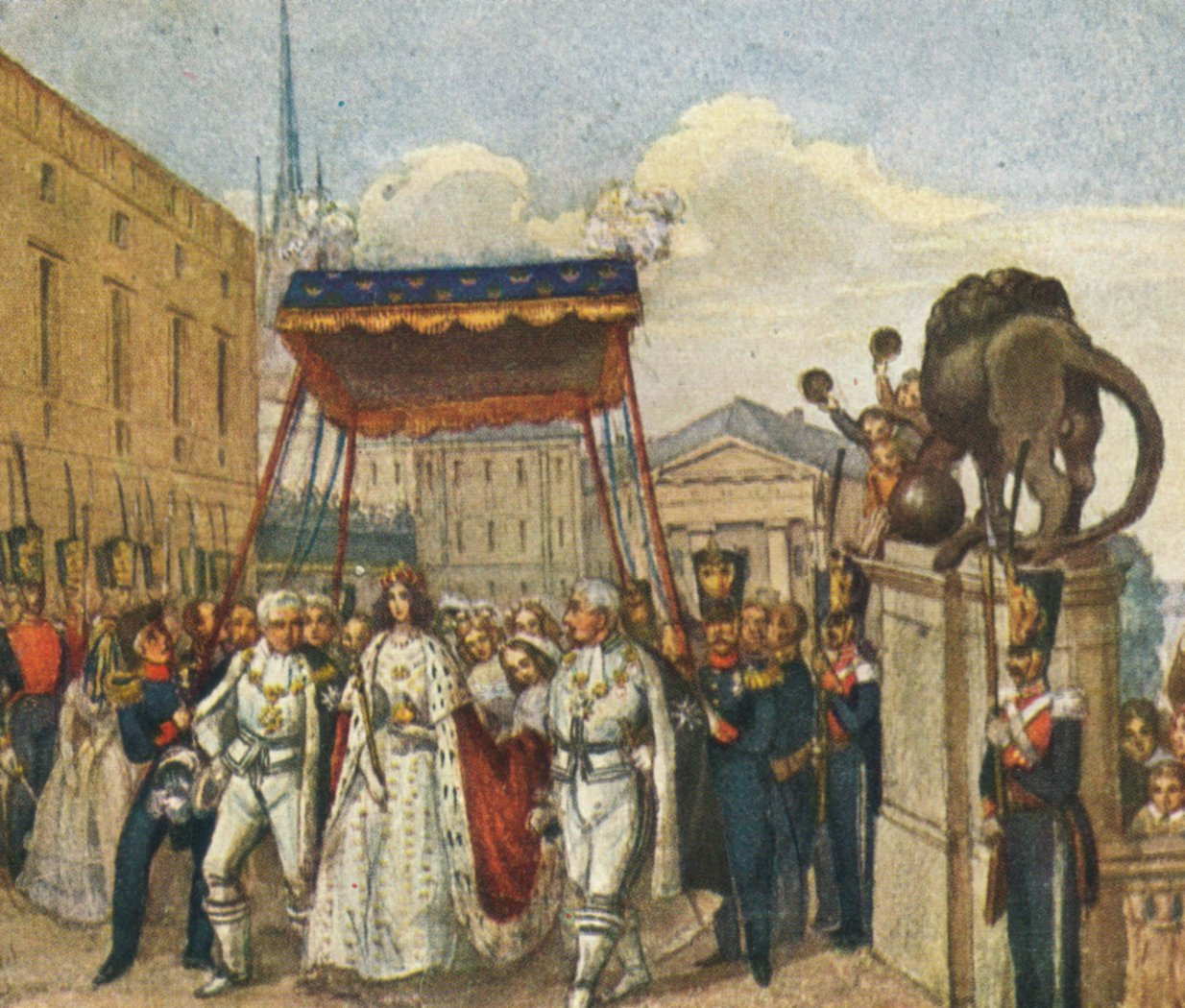
Kröningsprocessionen den 28 september 1844. På drottningens högra sida ses Carl Axel Löwenhielm och på hennes vänstra Carl de Geer, bägge i Serafimerordensdräkt. Akvarell av Fritz von Dardel.

När Josefina kom till Sverige första gången följde familjens slottskaplan, Jakob Lorenz Studach, med henne. Han blev hennes biktfader i Stockholm men tog sig också an den lilla katolska församlingen i Stockholm. Att vara katolik i Sverige var vid den tiden omgärdat av hårda restriktioner och den katolska mässan var förbjuden för lutheraner att bevista och den svensk som omvände sig till katolicismen bestraffades med landsförvisning. Den lilla församlingen var därför både liten och fattig. Studach, liksom hennes kammarjungfru Bertha Zück, förblev hennes närmaste vän i Sverige och de tre kallades ofta "Trion" vid hovet.
Efter Gustaf III:s toleransedikt 1781 hade den katolska församlingen haft fyra ledare eller "apostoliska vikarier". Efter att Johann Baptist Gridaine, biktfader för drottning Desideria, hade avlidit 1833 blev Studach ny ledare för församlingen. Församlingen var fattig men Studach lyckades samla in medel från utlandet för uppförandet av en katolsk kyrka, Eugeniakapellet, vid Norra Smedjegatan i Stockholm. Namnet var en hyllning både till kronprinsessan och till drottningen som hade Eugenia som förnamn men även till kronprinsessans far Eugène de Beauharnais.
Josefinas katolska tro var stark hela livet. Efter kronprins Karls födelse blev hon enligt Lundebeck (1943) ombedd av konsistoriet att delta i en protestantisk kyrktagning i Storkyrkan, en önskemål som kung Karl Johan hade bifallit. Ceremonin innebar bland annat att Josefina fick knäböja inför ärkebiskopen. Enligt Lundebeck var det med största motvilja som Josefina deltog.
Den 28 september 1844 blev Josefina krönt till drottning i Storkyrkan. Sittande på drottning Kristinas silvertron blev hon smord med olja på pannan och handlederna av ärkebiskopen och greve Lagerbjelke. Därefter höjde härolderna sina stavar och utropade "Nu är drottning Josefine Maximiliana Eugenia krönt till Sveriges, Göthes och Wendes drottning, hon och ingen annan.". Varken Oscar I eller Josefina blev dock krönt i Norge. Regeringen i Norge önskade förvisso besked om kröningen men anmärkte att domkyrkan i Trondheim var i förfall och att en upprustning skulle innebära stora kostnader. I Norge var biskopen av Trondheim, Hans Riddervold, motståndare till att drottningen skulle krönas och anförde statsrättsliga skäl: enligt den norska grundlagen var drottningen vid alla eventualiteter utestängd från att leda regeringen och kröningen skulle endast vara en tom ceremoni. Oscar I ville å sin sida inte krönas i Norge om inte drottningen kröntes samtidigt. Frågan om den norska kröningen återkom flera gånger fram till 1853 utan att någonsin realiseras. Braun (1950) utesluter inte att Riddervolds motstånd snarast berodde på Josefinas katolska tro. Lundebeck (1943) menar att den norske biskopen vägrade kröna en katolsk drottning.
Inom katolska kyrkan i Sverige har Josefina sedan sin död vördats som en stor välgörare och en av de viktigare gestalter inom kyrkan i Sverige efter reformationen. I början på 2000-talet skedde vissa sonderingar kring frågan om hon omgärdades av helgonrykte, en nödvändig förutsättning för att kunna inleda en kanoniseringsprocess.

### Resor
På grund av Oscar I:s dåliga hälsa 1852 rekommenderade läkarna en hälsokur i Bad Kissingen i Tyskland. I juli samma år reste kungaparet från Stockholm tillsammans med prinsessan Eugénie och prins Gustaf. I München kunde Josefina besöka sin syster Theodolinde. Kungen var snart återställd och i början av september reste familjen hem igen. Från Lübeck reste man med ångkorvetten Thor till Norge men på grund av den höga sjön måste man kasta ankar utanför Fredrikshavn på den danska östkusten. Eftersom familjen var väntad i Kristiania beslutade kungen att trots stormen på Kattegatt fortsätta resan. Fartygets rullning gjorde att prins Gustaf som led av sjösjuka stannade utomhus hela natten. När fartyget kom fram till Kristiania den 16 september hade prinsen hög feber. Snart upptäcktes det att han led av tyfoidfeber och han blev allt svagare. Den 24 september 1852 avled han.
Efter prins Gustafs plötsliga död blev både kungen och prinsessan Eugénie svårt sjuka och sängliggande hela hösten. Josefina skrev till Oscars livläkare Magnus Huss i Paris och bad denne att återvända snarast. När Huss hade undersökt kungen närmare ansåg han att dennes liv var i fara. I ett brev av Fredrika Bremer skriver hon att läkarna hade förutspått Eugénies död. Bremer skriver också att drottningen vakade över de två sjuklingarna och att oron fått hennes utseende att åldras mycket hastigt. Enligt ärkebiskop Reuterdahl hade drottningen och hennes biktfader stängt in sig i slottets katolska bönekapell och bett till Gud om de tvås snara tillfrisknande. Snart visade sig en förbättring hos både dotter och den sjuke kungen, en förbättring som Josefina tillskrev bönens kraft.
Oscar avled emellertid år 1859 och Josefina blev änkedrottning.

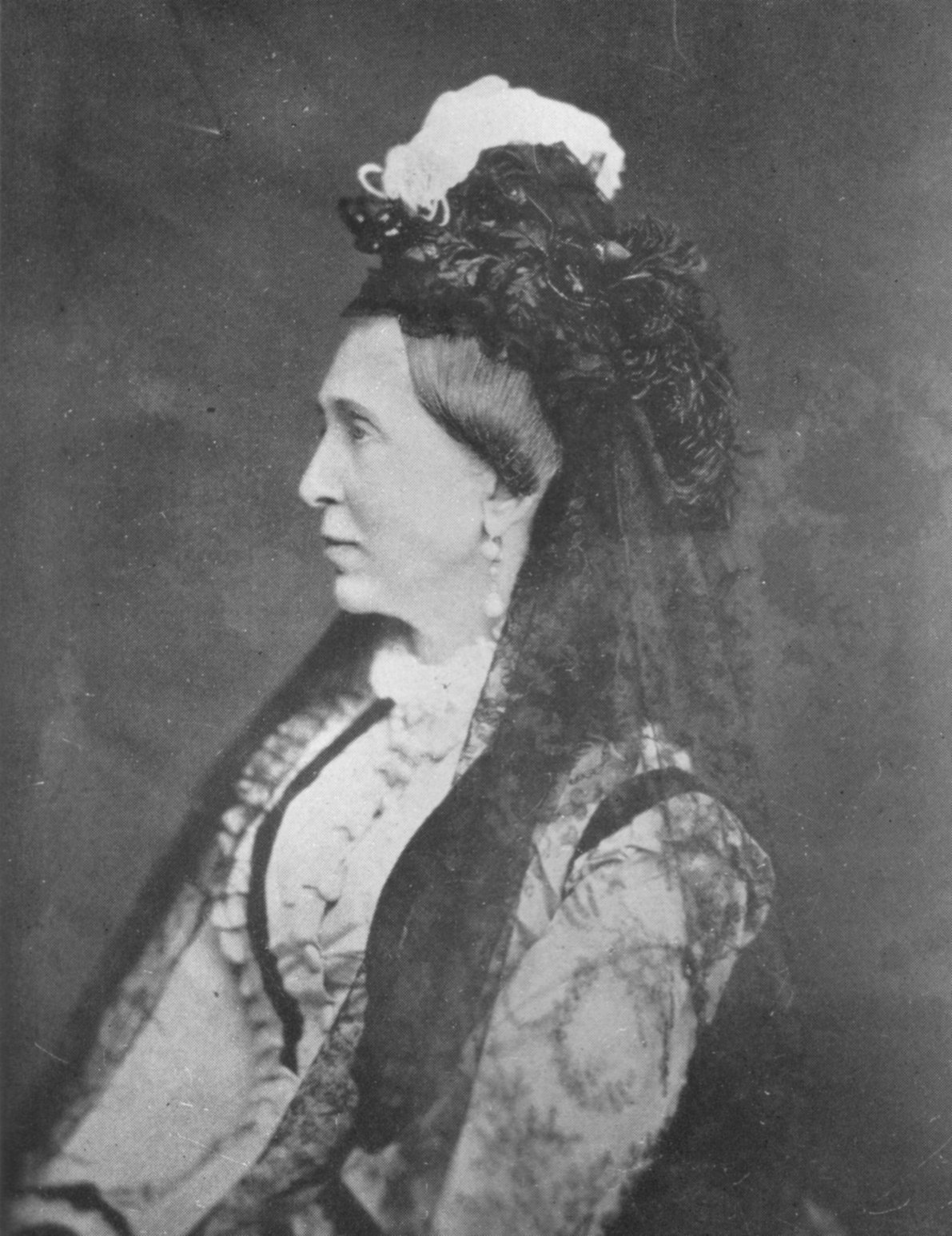
Änkedrottning Josefina 1874.

År 1872 reste Josefina till Portugal för ett sista besök hos sin dödssjuka syster Amelia av Leuchtenberg, änka efter Brasiliens kejsare Peter I. Via Paris kom hon till Madrid där hon blev mottagen av den spanske kungen Amadeus I på El Escorial. I Lissabon träffade hon sin lungsjuka syster under femton dagar. En sak de förmodligen diskuterade var Amelias testamente som gjorde Josefina till huvudarvinge till systerns stora förmögenhet. Josefina fick också ta ledningen för Hospicio Donna Maria Amélia, ett vårdhem för lungsjuka på Madeira som fick sitt namn efter Amelias dotter Maria Amélia som dött där år 1853. Hemresan gick via Lourdes och ett längre uppehåll i Bayern. När hon befann sig på väg hem den 18 september 1872 fick hon ett telegram i Hamburg att hennes son Karl XV var svårt sjuk. Denne avled samma dag i Malmö och Josefina kom dit två dagar senare.
I maj 1875 reste Josefina med en liten uppvaktning till Rom för att träffa påven. Resan företogs inkognito som Grevinnan av Tullgarn. I Rom blev hon först mottagen av kung Viktor Emanuel II som promenerade med henne genom staden. Hon träffade därpå påven Pius IX som hon hade haft brevkontakt med sedan 1850-talet. Hon tog också tillfället att se Roms sevärdheter och trots sin ålder orkade hon klättra upp till Peterskyrkans kupol. På hemvägen stannade hon i sin födelsestad Milano och även i Bologna, där Napoleon gjort henne till prinsessa av staden, en titel hon behöll till sjuårsåldern. I Tegernsee i Bayern hade hon för avsikt att möta sin morbror Karl av Bayern; tragiskt nog blev han avkastad av sin häst några dagar innan mötet och dog ögonblickligen. I Salzburg fick hon tillfälle att träffa den franska exkejsarinnan Eugénie av Frankrike, änka efter Napoleon III.

### Bortgång
Under vintern 1875/1876 blev änkedrottning Josefina allt svagare och den 24 maj 1876 drabbades hon av en lunginflammation, vilket komplicerades av hjärtbesvär den 3 juni. Hon bad förre justitiestatsministern Louis De Geer att vara hennes testamentsexekutor för en förmögenhet som uppgick till 9,5 miljoner kronor. Den 6 juni mottog hon dödssakramentet och den 7 juni klockan 03.30 avled hon. Hennes sista ord var; "Hvad jag är lycklig! ... Nu går jag hem ... Jag tackar Dig, min Gud!". Begravningsgudstjänsten ägde rum den 21 juni i Serafimersalen på Stockholms slott enligt den katolska kyrkans ritual. Dagen därpå ägde gravsättningen rum i Riddarholmskyrkan. Efter minnestal av ärkebiskop Anton Niklas Sundberg placerades kistan i det Bernadotteska gravkoret.

## Filantropisk verksamhet

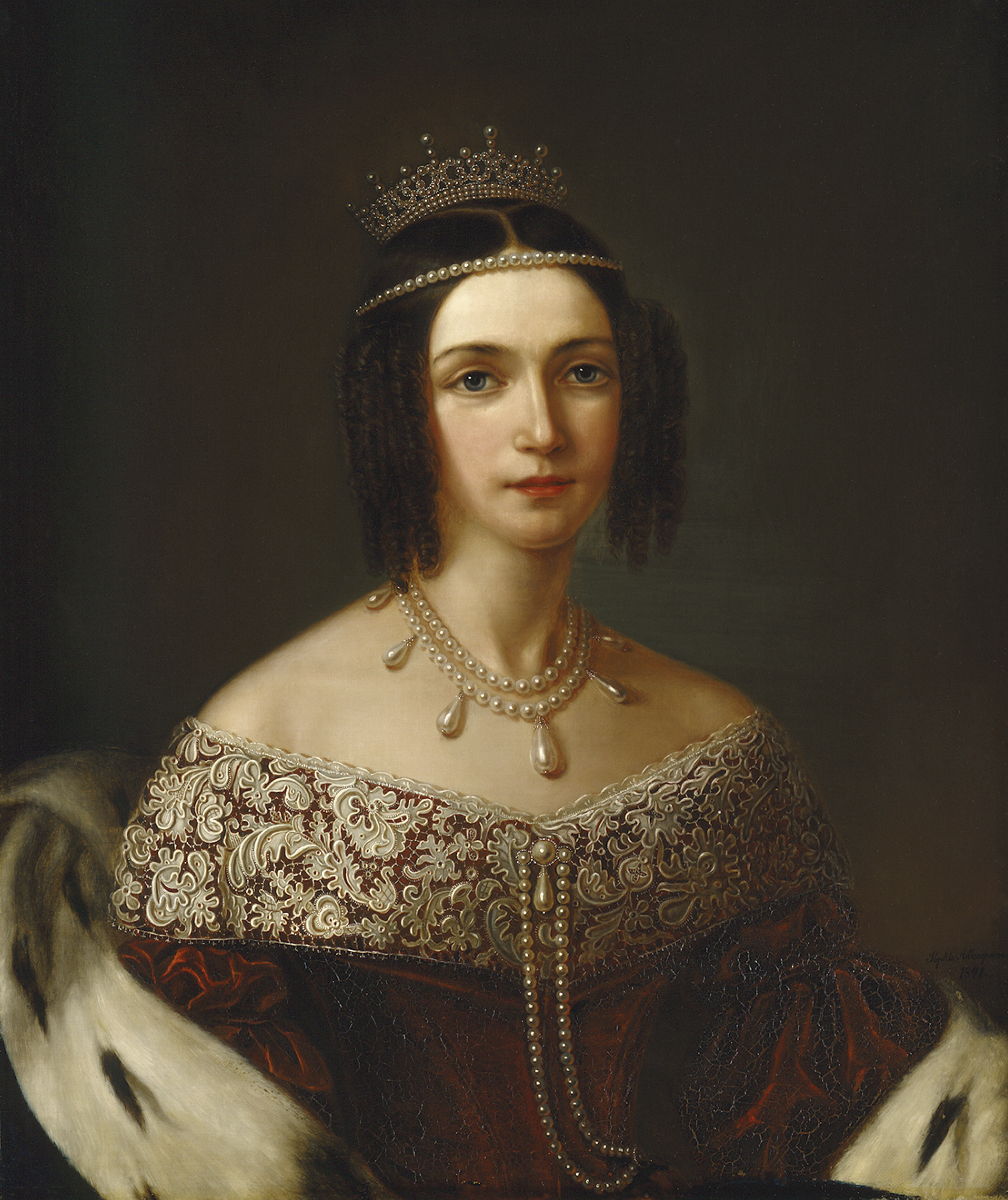
Josefina, drottning av Sverige och Norge, prinsessa av Leuchtenberg.

Josefina var med och grundade eller tog under sitt beskydd en mängd av föreningar. Bland dessa kan nämnas:
- Institutet för dövstumma och blinda bildades 1808. Josefina var ordförande efter drottning Desiderias död 1860. Se Manillaskolan.
- Sällskapet de fattigas vänner bildades 1826 för att hjälpa fattiga änkor med barn
- Sällskapet för uppmuntran av öm och sedlig modersvård bildades 1827 med syfte att hjälpa fattiga mödrar bosatta i Stockholm
- Sällskapet till dugligt och troget tjänstefolks belönande bildades 1828 för att uppmuntra arbetsfliten hos tjänstefolk i Stockholm
- Sällskapet för inhemsk silkesodling bildades 1830 för att uppmuntra odling av mullbärsträd
- Sällskapet till arbetsamhetens uppmuntran bildades 1833 för att ordna arbete åt fattiga kvinnor, särskilt vintertid
- Stiftelsen Josephinahemmet upprättades 1873 för att ge skydd och vård åt icke arbetsföra medlemmar av den romersk-katolska församlingen i Stockholm. Stiftelsen driver 2007 ett servicehus, Josephinahemmet i Blackeberg, i Bromma.

Under sin tid som kronprinsessa understödde hon ekonomiskt målaren Sophie Adlersparre.

## Anfäder
|                          |  |  |  |  |  |  |  |                       |  |  |  |  |  |  |  |                              |  |  |  |  |  |  |  | François de Beauharnais                 |
|                          |  |  |  |  |  |  |  |                       |  |  |  |  |  |  |  |                              |  |  |  |  |  |  |  |                                         |
|                          |  |  |  |  |  |  |  |                       |  |  |  |  |  |  |  | Alexandre de Beauharnais     |  |  |  |  |  |  |  |                                         |
|                          |  |  |  |  |  |  |  |                       |  |  |  |  |  |  |  |                              |  |  |  |  |  |  |  |                                         |
|                          |  |  |  |  |  |  |  |                       |  |  |  |  |  |  |  |                              |  |  |  |  |  |  |  | Henriette Pyvart de Chastullé           |
|                          |  |  |  |  |  |  |  |                       |  |  |  |  |  |  |  |                              |  |  |  |  |  |  |  |                                         |
|                          |  |  |  |  |  |  |  | Eugène de Beauharnais |  |  |  |  |  |  |  |                              |  |  |  |  |  |  |  |                                         |
|                          |  |  |  |  |  |  |  |                       |  |  |  |  |  |  |  |                              |  |  |  |  |  |  |  |                                         |
|                          |  |  |  |  |  |  |  |                       |  |  |  |  |  |  |  |                              |  |  |  |  |  |  |  | Joseph-Gaspard de Tascher de La Pagerie |
|                          |  |  |  |  |  |  |  |                       |  |  |  |  |  |  |  |                              |  |  |  |  |  |  |  |                                         |
|                          |  |  |  |  |  |  |  |                       |  |  |  |  |  |  |  | Joséphine de Beauharnais     |  |  |  |  |  |  |  |                                         |
|                          |  |  |  |  |  |  |  |                       |  |  |  |  |  |  |  |                              |  |  |  |  |  |  |  |                                         |
|                          |  |  |  |  |  |  |  |                       |  |  |  |  |  |  |  |                              |  |  |  |  |  |  |  | Rose Claire des Vergers de Sannois      |
|                          |  |  |  |  |  |  |  |                       |  |  |  |  |  |  |  |                              |  |  |  |  |  |  |  |                                         |
| Josefina av Leuchtenberg |  |  |  |  |  |  |  |                       |  |  |  |  |  |  |  |                              |  |  |  |  |  |  |  |                                         |
|                          |  |  |  |  |  |  |  |                       |  |  |  |  |  |  |  |                              |  |  |  |  |  |  |  | Fredrik Mikael av Pfalz-Birkenfeld      |
|                          |  |  |  |  |  |  |  |                       |  |  |  |  |  |  |  |                              |  |  |  |  |  |  |  |                                         |
|                          |  |  |  |  |  |  |  |                       |  |  |  |  |  |  |  | Maximilian I Josef av Bayern |  |  |  |  |  |  |  |                                         |
|                          |  |  |  |  |  |  |  |                       |  |  |  |  |  |  |  |                              |  |  |  |  |  |  |  |                                         |
|                          |  |  |  |  |  |  |  |                       |  |  |  |  |  |  |  |                              |  |  |  |  |  |  |  | Maria Franziska av Pfalz-Sulzbach       |
|                          |  |  |  |  |  |  |  |                       |  |  |  |  |  |  |  |                              |  |  |  |  |  |  |  |                                         |
|                          |  |  |  |  |  |  |  | Augusta av Bayern     |  |  |  |  |  |  |  |                              |  |  |  |  |  |  |  |                                         |
|                          |  |  |  |  |  |  |  |                       |  |  |  |  |  |  |  |                              |  |  |  |  |  |  |  |                                         |
|                          |  |  |  |  |  |  |  |                       |  |  |  |  |  |  |  |                              |  |  |  |  |  |  |  | Georg Wilhelm av Hessen-Darmstadt       |
|                          |  |  |  |  |  |  |  |                       |  |  |  |  |  |  |  |                              |  |  |  |  |  |  |  |                                         |
|                          |  |  |  |  |  |  |  |                       |  |  |  |  |  |  |  | Augusta av Hessen-Darmstadt  |  |  |  |  |  |  |  |                                         |
|                          |  |  |  |  |  |  |  |                       |  |  |  |  |  |  |  |                              |  |  |  |  |  |  |  |                                         |
|                          |  |  |  |  |  |  |  |                       |  |  |  |  |  |  |  |                              |  |  |  |  |  |  |  | Louise av Leiningen-Dagsburg-Falkenburg |
|                          |  |  |  |  |  |  |  |                       |  |  |  |  |  |  |  |                              |  |  |  |  |  |  |  |                                         |

## Bilder

Medalj med Josefina i profil, 1830.
Oscar I:s och Josefinas bröllopskläder, Livrustkammaren.
Solfjäder som tillhört drottning Josefina, 1873.
Minnesvärja tillverkad till 50-årsjubileet av drottning Josefinas landstigning i Sverige, 1873.
Drottning Sofias guldbröllopssläp, tidigare ägt av Josefina.[40] Livrustkammaren.
Hovdamstecken med Josefinas spegelmonogram under kunglig krona av silver och briljanter, 1844–1876, Livrustkammaren.
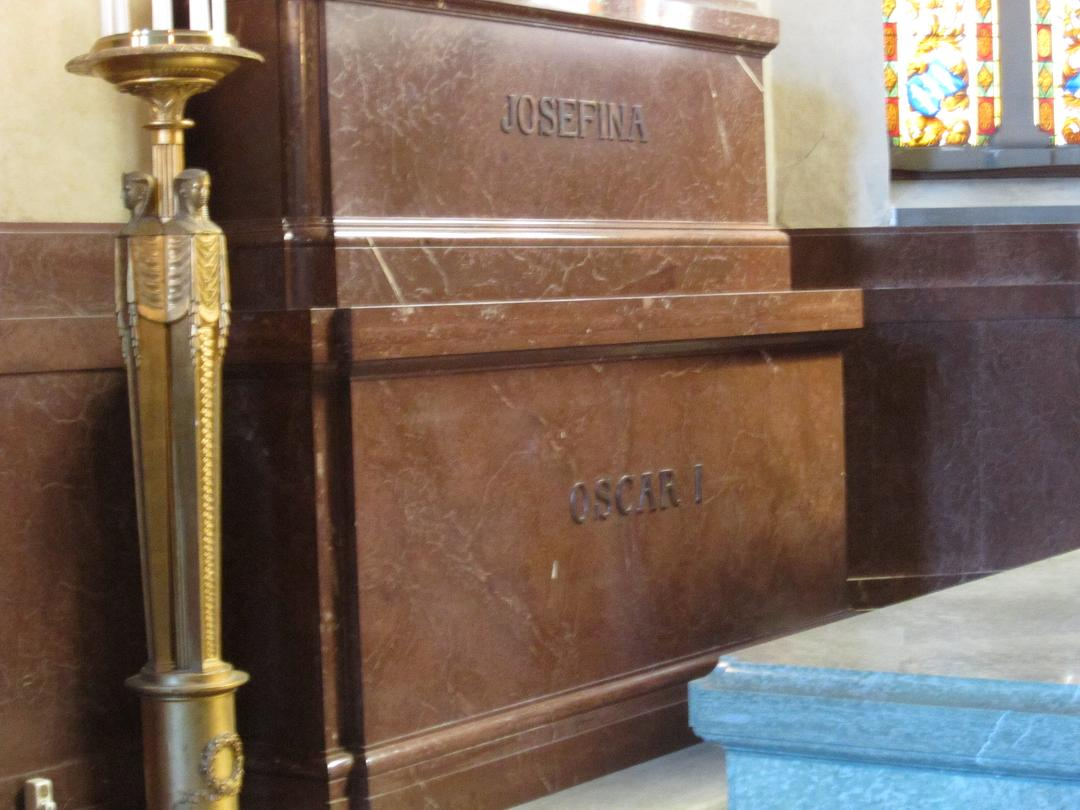
Josefinas grav i Riddarholmskyrkan, ovanpå makens.